# Рио Комјунитис (Њу Мексико)
Рио Комјунитис (енгл. Rio Communities) насељено је место без административног статуса у америчкој савезној држави Њу Мексико.

## Демографија
По попису из 2010. године број становника је 4.723, што је 510 (12,1%) становника више него 2000. године.
| Група             | 2000.         | 2010.         |
| Белци             | 2.416 (57,3%) | 2.313 (49,0%) |
| Афроамериканци    | 132 (3,1%)    | 110 (2,3%)    |
| Азијати           | 20 (0,5%)     | 24 (0,5%)     |
| Хиспаноамериканци | 1.561 (37,1%) | 2.183 (46,2%) |
| Укупно            | 4.213         | 4.723         |